# Mauricio Affonso
Mauricio Affonso Prieto (Melo, 26 gennaio 1992) è un calciatore uruguaiano, attaccante del Cerro Largo.

## Caratteristiche tecniche
È un centravanti.

## Statistiche

### Presenze e reti nei club
Statistiche aggiornate al 17 marzo 2018.
| Stagione          | Squadra           | Campionato        | Campionato | Campionato | Coppe nazionali | Coppe nazionali | Coppe nazionali | Coppe continentali | Coppe continentali | Coppe continentali | Altre coppe | Altre coppe | Altre coppe | Totale | Totale | Totale |
| Stagione          | Squadra           | Comp              | Pres       | Reti       | Comp            | Pres            | Reti            | Comp               | Pres               | Reti               | Comp        | Pres        | Reti        | Pres   | Reti   |        |
| ----------------- | ----------------- | ----------------- | ---------- | ---------- | --------------- | --------------- | --------------- | ------------------ | ------------------ | ------------------ | ----------- | ----------- | ----------- | ------ | ------ | ------ |
| 2012-2013         | Racing Montevideo | PD                | 1          | 0          |                 | -               | -               |                    | -                  | -                  |             | -           | -           | 1      | 0      |        |
| 2013-2014         | Racing Montevideo | PD                | 13         | 2          |                 | -               | -               |                    | -                  | -                  |             | -           | -           | 13     | 2      |        |
| 2014-2015         | Racing Montevideo | PD                | 26         | 12         |                 | -               | -               |                    | -                  | -                  |             | -           | -           | 26     | 12     |        |
| 2015-feb. 2016    | Al-Shabab         | PL                | 13         | 3          | CCP+CCS         | 3+0             | 1+0             |                    | -                  | -                  |             | -           | -           | 16     | 4      |        |
| feb.-giu. 2016    | Peñarol           | PD                | 7          | 1          |                 | -               | -               | CL+CS              | 3+0                | 0                  |             | -           | -           | 10     | 1      |        |
| 2016              | Racing Montevideo | PD                | 9          | 4          |                 | -               | -               |                    | -                  | -                  |             | -           | -           | 9      | 4      |        |
| Totale Racing (M) | Totale Racing (M) | Totale Racing (M) | 49         | 18         |                 | -               | -               |                    | -                  | -                  |             | -           | -           | 49     | 18     |        |
| 2017              | Peñarol           | PD                | 11         | 4          |                 | -               | -               | CL                 | 4                  | 2                  |             | -           | -           | 15     | 6      |        |
| Totale Peñarol    | Totale Peñarol    | Totale Peñarol    | 18         | 5          |                 | -               | -               |                    | 7                  | 2                  |             | -           | -           | 25     | 7      |        |
| 2017-2018         | Atl. Tucumán      | PD                | 10         | 1          | CA              | 2               | 0               | CL                 | 2                  | 0                  |             | -           | -           | 14     | 1      |        |
| Totale carriera   | Totale carriera   | Totale carriera   | 90         | 27         |                 | 5               | 1               |                    | 9                  | 2                  |             | -           | -           | 104    | 30     |        |

## Palmarès

### Club

#### Competizioni nazionali
- Campionato uruguaiano: 1

Peñarol: 2015-2016
- Coppa di Lega sudafricana: 1

Mamelodi Sundowns: 2019
- Coppa del Sudafrica: 1

Mamelodi Sundowns: 2019-2020
- Campionato sudafricano: 2

Mamelodi Sundowns: 2019-2020, 2020-2021